# 필라프

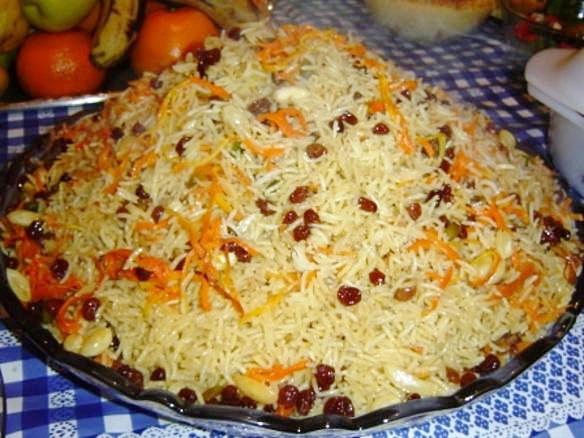
필라프

필라프는 쌀이나 으깬 밀과 같은 곡식으로 만드는 음식이다. 보통, 기름을 가지고 곡식재료를 볶은 다음 그것을 양념을 넣은 육수에 넣어 가열하여 조리한다. 지역에 따라 다르지만 다양한 종류의 고기, 채소를 곁들여 넣기도 한다. 필라프 요리는 서아시아(근동), 중앙아시아, 남아시아, 라틴 아메리카, 서인도 제도에서 흔히 볼 수 있다.

## 이름
한국어의 "필라프"는 영어 "필라프(pilaf)"를 거쳐 들어온 말이다. 이는 오스만어 "필라브(پلاو)"의 차용인데, 더 거슬러 올라가면 페르시아어 "펠라브(پلاو)", 산스크리트어 "풀라카(पुलाक)"가 나온다. 궁극적인 어원은 드라비다어일 것으로 추정된다.
광대하게 퍼진 요리인 만큼 각 지역별로 다양한 변형이 존재하며, 다음과 같이 부른다.
- 그리스어: 필라피(πιλάφι)
- 다리어: 팔라우(پلو)
- 마라티어: 풀라브(पुलाव)
- 마잔다란어: 펄로(پلا)
- 마케도니아어: 필라브(пилав)
- 바시키르어: 블라우(былау)
- 벵골어: 폴라오(পোলাও)
- 불가리아어: 필라프(пилаф)
- 세르보크로아트어: 필라브(пилав, pilav)
- 소라니어: 플라우(پڵاو)
- 아랍어: 빌라프(بيلاف)
- 아르메니아어: 플라프(փլավ)
- 아삼어: 풀라우(পোলাও)
- 아제르바이잔어: 플로브(plov), 아시(aş)
- 알바니아어: 필라프(pilaf)
- 오리야어: 폴로우(ପଲଉ)
- 우르두어: 풀라오(پلاؤ)
- 우즈베크어 : 팔로브(palov), 오시(osh)
- 위구르어: 폴루(پولۇ)
- 이란 페르시아어: 폴로(پلو)
- 조지아어: 플라비(ფლავი)
- 카라칼파크어: 팔라우(palaw)
- 카자흐어: 팔라우(палау)
- 칸나다어: 풀라브(ಪುಲಾವ್)
- 키르기스어: 팔로(палоо)
- 타지크어: 팔라브(палав), 오시 팔라브(оши палав)
- 타타르어: 플라우(пылау)
- 텔루구어: 풀라브(పులావ్)
- 투르크멘어: 팔라우(palaw)
- 튀르키예어: 필라브(pilav)
- 트리니다드 토바고 영어: 펠라우(pelau)
- 파슈토어: 팔라우(پلاو)
- 펀자브어: 풀라브(ਪੁਲਾਵ)
- 힌디어: 풀라브(पुलाव)

## 역사

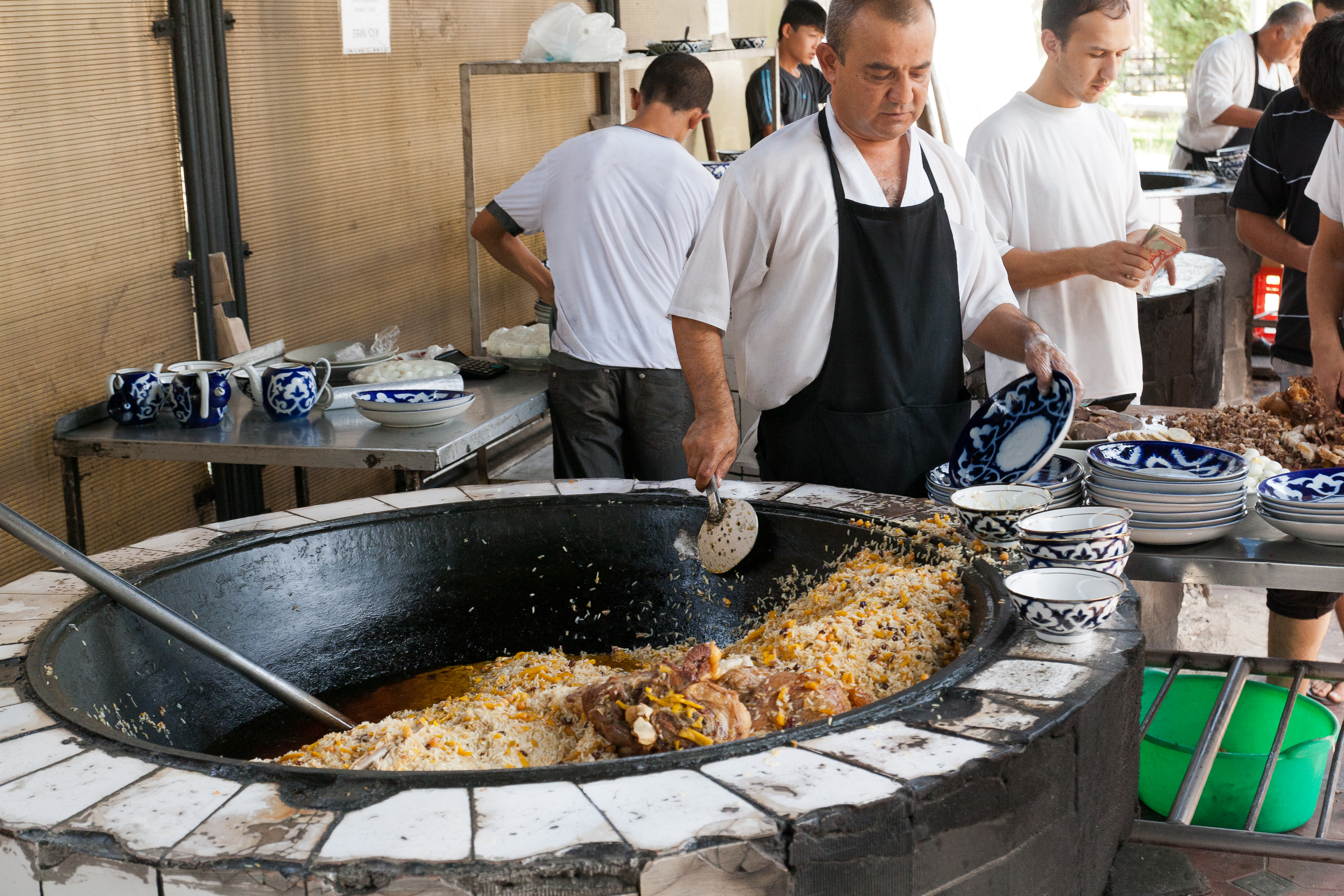

무굴 제국은 쌀 요리를 포함 많은 페르시아 요리를 인도 반도에 전파하였다. 풀라오/풀라브는 쌀을 주재료로 하는 남아시아 요리이다. 콩, 감자, 양고기, 쇠고기, 염소고기 등을 넣어 만든다. 인도에서 결혼식 날 같은 특별한 날에 먹는다. 지방이 많이 함유되어 있고 열량도 높다. 고기를 넣은 풀라오는 북부 인도의 전통음식이며, 특히 무슬림에게 인기 높다. 비리아니는 필라프와 매우 유사한 인도와 파키스탄의 요리이다. 이 요리도 무굴 제국 시기 전파되었다. 바스마티나 그러한 종류의 향기 있는 쌀 종류로 만든다.

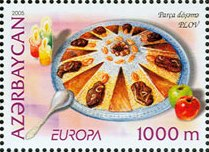

구 소련 시절 필라프의 요리법은 연방 각지로 전파되었다. 러시아, 우크라이나 그리고 조지아 등에서 매우 인기 있는 음식이 되었다.

## 준비
어떤 요리사들은 이런 종류의 쌀로 곡물이 "가볍고, 보송보송하며" 분리되어 있는 필라프를 준비하는 것이 더 쉽기 때문에 바스마티를 사용하는 것을 선호한다. 하지만, 다른 종류의 긴 곡식 쌀도 사용된다. 쌀은 깨끗이 씻은 후 녹말을 제거한다. 필라프는 물이나 육수로 요리될 수 있다. 일반적인 첨가물로는 튀긴 양파와 카다멈, 만잎, 계피와 같은 향긋한 향신료가 있다. 필라프는 보통 고기나 야채로 만들어지지만, 터키어로 사데필라브, 페르시아어로 첼로, 아랍어로 루지 머팔팔팔(ruzz mufalfal)이라고 불리는 평범하게 만들어질 수도 있다. 특별한 경우 쌀에 노란색을 부여하기 위해 샤프란을 사용할 수 있다. 필라프는 종종 뜨거운 지방에 밥을 더하고 조리용 액체를 넣기 전에 잠깐 저으면서 만들어진다. 사용되는 지방은 조리법마다 다르다. 밥을 미리 담그고 끓인 뒤 찜질을 하는 등 세부 사항에 따라 조리 방법이 다양하다.

## 요리
필라프는 지역별로 다양한 조리 방법을 지니고 있으나, 기본적으로 공통된 조리법으로는 아래와 같다.
먼저 밥과 곁들일 재료들, 곧 육류 또는 해산물, 채소 등을 먹기 좋은 크기로 썰어서 약한 불로 가볍게 볶는다. 그리고 쌀을 기름에 두르고 달궈놓은 팬에 넣어 볶는다. 볶은 밥과 고기, 채소 등에 소금이나 향신료, 육수 등으로 간을 하여 만든다.

## 지역별 특색
중앙아시아 요리에서는 밥과 곁들이는 재료로 당근, 마늘, 고기 정도가 있으며, 기름을 많이 넣어 튀기듯이 볶는 특징이 있다. 타지키스탄과 우즈베키스탄에서는 조리되지 않은 쌀로 사용하며, 고기와 채소에 육수를 많이 사용한다. 먼저 양고기 지방을 이용한 기름에 재료를 넣어 튀기듯이 볶는다. 곁들이는 향신료로 흑쿠민, 고수, 바베리, 붉은 고추, 마리골드, 후추 등이 있다.
아프가니스탄 요리에서 카불리 팔라우는 양고기, 양고기, 쇠고기 또는 닭고기, 기름과 함께 바스마티를 요리하여 만든다. 카불리 팔라우는 크고 얕고 두꺼운 요리로 요리된다. 볶은 당근과 건포도가 첨가된다. 피스타치오, 호두, 아몬드 같은 잘게 썬 견과류도 첨가될 수 있다. 고기는 쌀로 덮거나 접시 중간에 묻는다.
아르메니아인들은 플라프에 많은 불구르를 사용한다. 아르메니아 요리법은 민트, 파슬리, 모든 향신료와 함께 양념한 비축된 쌀과 베르미셀리나 오르조를 결합할 수 있다. 아르메니아 전통 필라프는 건포도, 아몬드, 모든 향신료와 함께 비축된 국수 쌀 혼합물로 만들어진다. 아르메니아 쌀의 종류는 로즈 바보이안(Rose Baboian)이 1964년부터 그녀의 요리책에서 논하고 있는데, 이 책에는 그녀의 출생지인 터키 안테프에 가장 뿌리를 두고 있는 다른 필라프 요리법이 포함되어 있다. 바보이안은 국수를 필라프에 넣기 전에 닭고기에 먼저 볶는 것을 추천한다. 바시나그 푸라드가 쓴 또 다른 아르메니아 요리책은 필라프를 준비하기 전에 기름 혼합물이 붉은 색으로 변할 때까지 가금류 지방을 오븐에 고춧가루로 만들 것을 권고하고 있다. 라파(Lapa)는 아르메니아어로, 지역별로 다른 다양한 쌀 요리를 가리키는 "물기가 많은 밥, 걸쭉한 국밥, 버섯"과 잎사귀 중 하나이다.
아제르바이잔에서는 40개 이상의 조리법을 포함할 만큼 플로브 조리가 발달되어 있다. 가장 알려진 것은 사프란을 곁들인 플로브이며, 다양한 허브와 채소 등을 조합하여 사용한다. 전통적인 아제르바이잔식 플로브는 '따뜻하게 또는 뜨겁게 조리된 쌀'과 '가라(gara, 밥과 곁들이기 위해 준비된 튀긴 고기와 말린 과일, 달걀, 생선)', '허브'의 3가지 기본 요소로 구성된다.
이란에서는 향신료와 함께 설탕과 오렌지 즙, 견과류를 넣어 단맛을 낸다. 결혼식 등에서 특식으로 먹는 경우가 보통이다. 보통 수프와 스톡을 함께 제공한다. 이란에서 쌀을 조리할 때는 네 가지의 기본 방법이 있다.
- 첼로 : 쌀을 물에 담가 조리하다가 중간에 물을 버리는 방식. 이 방식은 쌀알이 한데 들러붙지 않게 해준다.
- 폴로 : 첼로우와 동일한 방법이나, 쌀을 덜어내고 다른 재료를 계층별로 쌓아서 함께 쪄내는 방식이다.
- 카테 : 쌀이 물을 흡수할 때까지 끓여내는 방식. 북부 이란에서 전통적으로 쓰는 방식이다.
- 다미 : '조림'을 뜻하며 카테와 동일한 방법이나, 끓기 전에 불을 낮추고, 뚜껑 위에 수건을 놓아 증기가 냄비 사이로 빠져나가는 것을 방지하는 방식이다

방글라데시 요리에서는 폴라오가 밥과 고기(닭고기, 양고기 또는 쇠고기)로 요리하는 인기 있는 음식이다. 폴라오는 밥, 고기, 향신료와 함께 양념된 국물에 조리한 밥 요리이다. 폴라오는 종종 라이타로 보완된다. 이 쌀은 양고기나 쇠고기, 닭고기 육수와 고수를 포함한 여러 가지 향신료들로 만들어진다: 고수의 씨앗, 쿠민, 카다멈, 정향, 그리고 다른 것들. 다카 분과의 모로그 폴라오에는 닭고기가 준비되어 있다. 결혼식과 조문회, 그리고 다른 행사들에서 준비된다. 그것은 종종 보르하니로 보완된다.
전통적인 레반트 요리에는 동부 지중해 국가 전체에 걸쳐 알려진 "마끌루베"로 알려진 필라프가 포함되어 있다. 전통적으로 고기, 가지, 토마토, 감자, 그리고 콜리플라워로 요리되는 벼 필라프는 또한 "사야디예" 또는 어부 요리라고 알려진 생선 요리가 있다.
터키에서는 버터를 이용하여 밥을 볶는데, 버터가 쌀알에 배여 들러붙지 않도록 해야한다. 과거 터키에서는 신랑의 어머니가 신붓감을 알아볼 때 필라브를 짓도록 해서 밥알을 벽에다 붙여서 밥알이 바로 떨어져야 신붓감으로 맏이했다고 한다. 오스만 제국 때까지는 필라브를 주식으로 먹어왔으나, 현재는 케밥 등의 고기와 곁들이는 부식으로 취급되고 있다. 터키의 케밥 전문 길거리 노점상에서도 케밥과 함께 필라우를 제공하는 경우가 흔하다. 쌀과 버터 및 소금만으로 사용한 "사데 필라브"와, 병아리콩을 넣은 "노후틀루 필라브" 등이 있으며, 잔칫집에서 특식으로 먹는 필라우로 고기와 채소 및 토마토를 많이 넣은 필라우가 있다.
그리스에서도 조리된 쌀과, 육수를 조합하여 만든 필라피를 먹는다. 크레타섬에서는 결혼식 등의 중요한 행사에서 전통적으로 제공하는 Gamopílafo(가모필라포)가 있는데, 쌀은 양고기 또는 쇠고기 육수로 조리한 것을 레몬 주스로 마무리한다. 이 방식은 오히려 리소토의 조리법에 가까운 경향이 있다.
그레나다와 트리니다드 토바고에서도 비둘기콩(pigeon peas)과 쇠고기, 닭고기, 호박 등을 이용한 펠라우를 먹는다.

## 사진첩

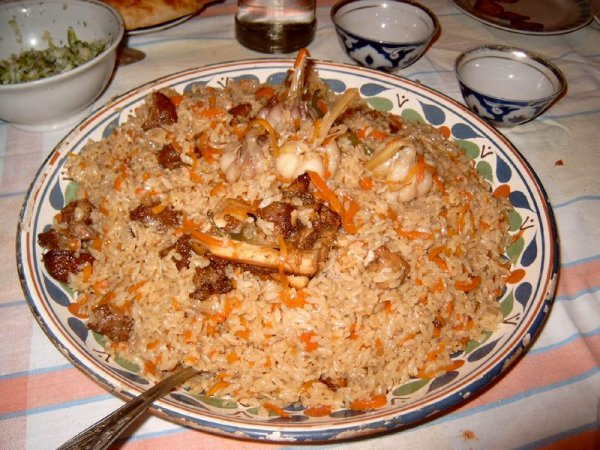
플로브
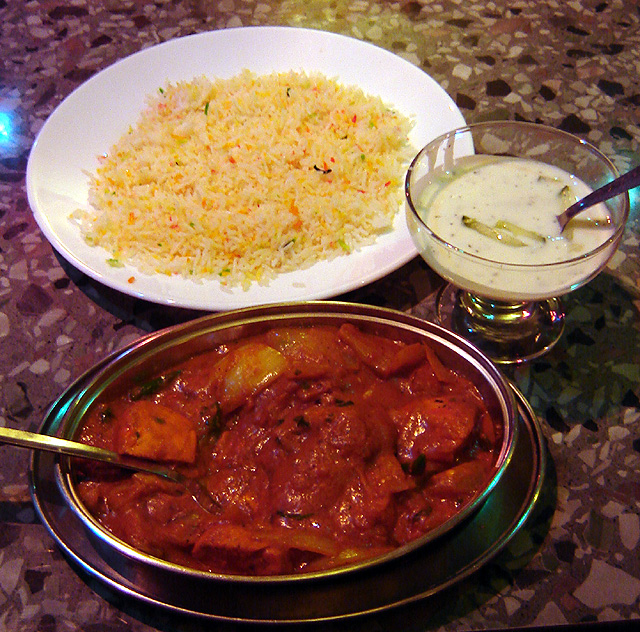
치킨 티카 잘프레지와라이스 필라우(사진 윗쪽)
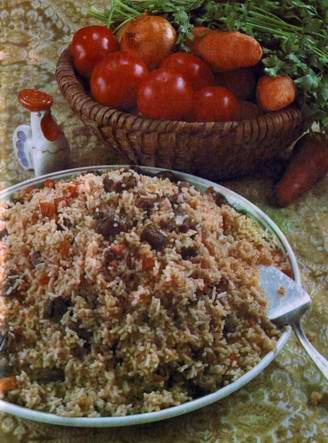
타타르키친플로브
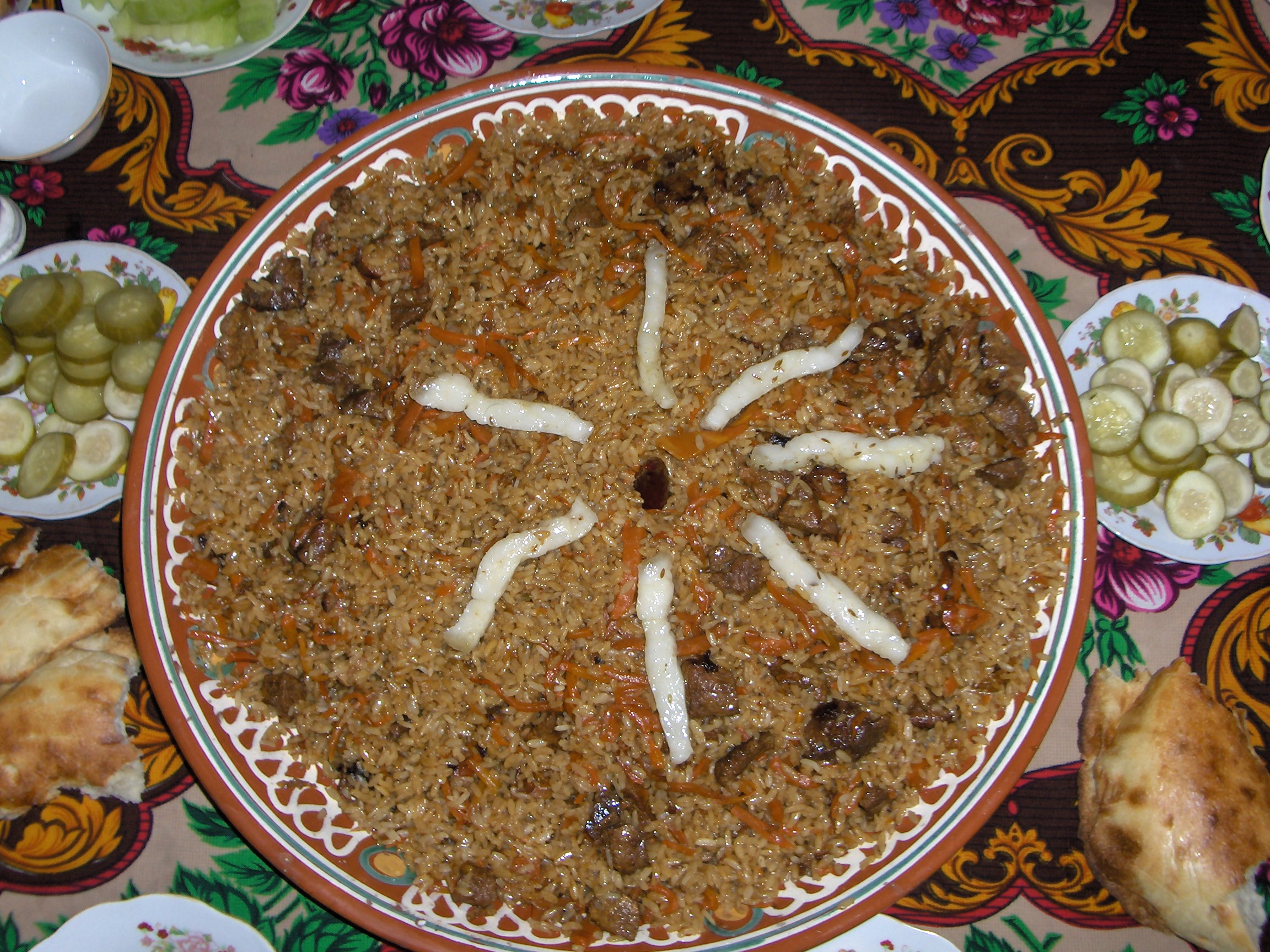
팔로프
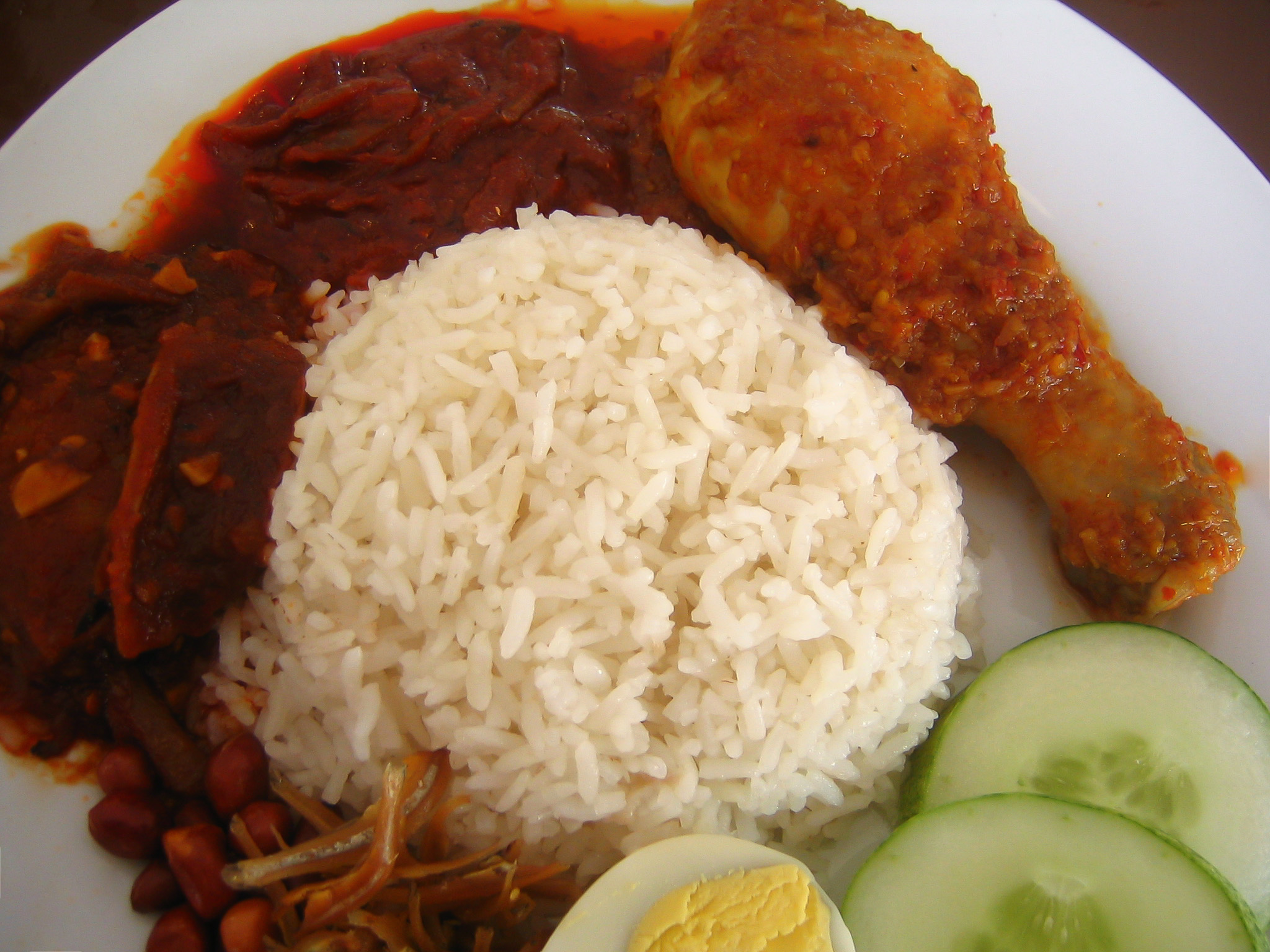
필라프
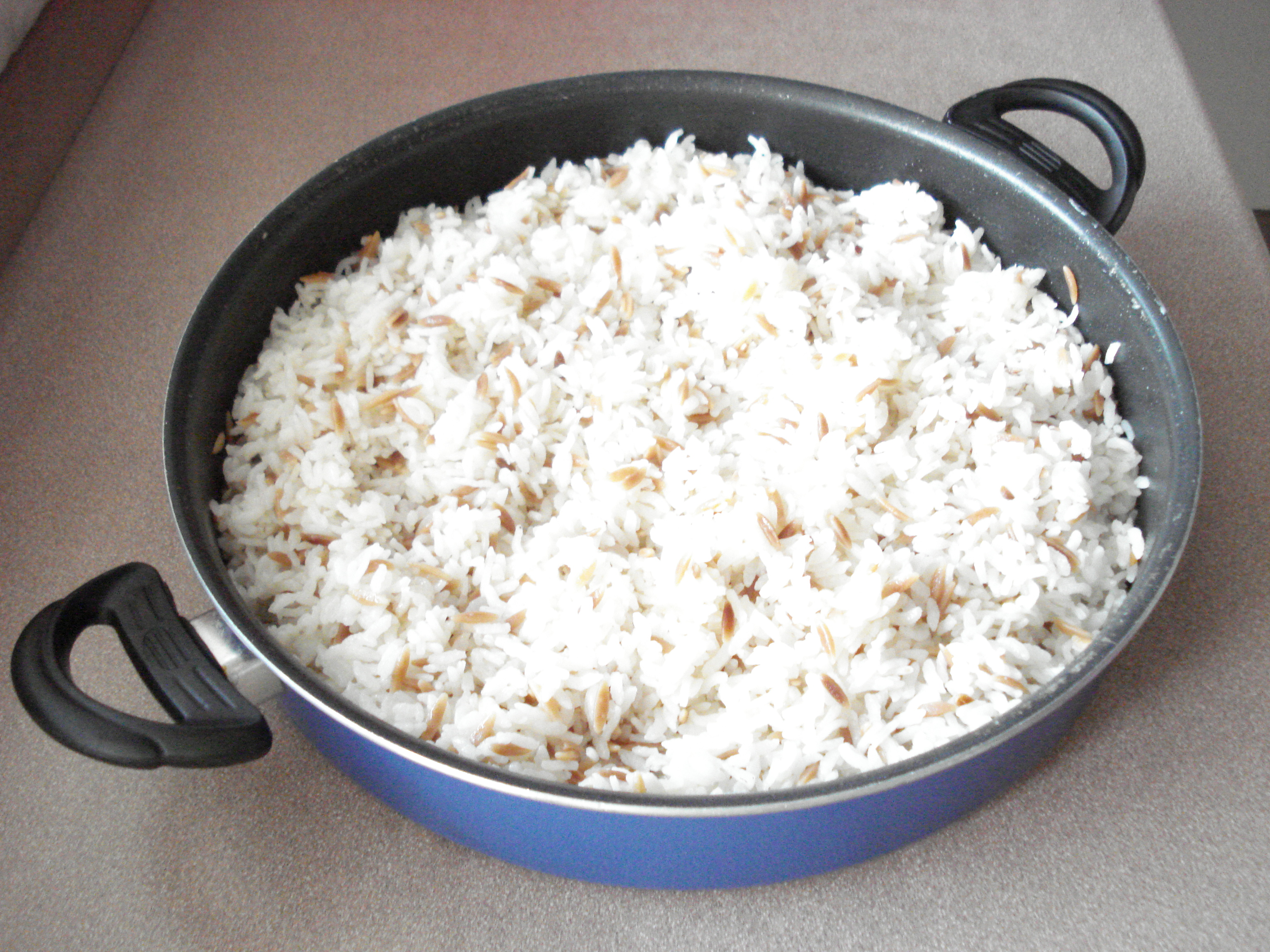
터키식 필라프

## 같이 보기
- 파에야
- 잠발라야
- 리조토
- 볶음밥
- 페르시아 요리
- 파키스탄 요리
- 비리아니
- 첼로 카바브
- 호레시